# Baie de Narragansett
La baie de Narragansett est un fjord, une ancienne vallée glaciaire ennoyée, située au nord-est des États-Unis, sur le territoire du Rhode Island. Un bras nommé la baie du Mont Hope (en) se situe sur le territoire du Massachusetts. Elle forme un large point de mouillage naturel. Elle donne sur l'océan Atlantique.
Dans la baie, se trouve un archipel, dont les trois plus grandes îles sont : l'île Aquidneck, l'île Conanicut et l'île Prudence.
Les principales villes du Rhode Island sont au bord de la baie de Narragensett : par exemple, la capitale Providence est située sur le côté occidental du bras le plus septentrional de la baie. Newport est sur l'île Aquidneck.

## Histoire
Les Européens ont probablement exploré la baie pour la première fois au XVIe siècle. Son pourtour est alors habité par deux groupes d'Amérindiens : les Narragansetts à l'ouest ; et les Wampanoags à l'est, dont les territoires de vie allaient jusqu'au Cap Cod.
La plupart des historiens considèrent que le premier contact avec des Européens eut lieu en 1524 avec l'entrée dans la baie du navire La Dauphine, commandé par Giovanni da Verrazano, après avoir visité la baie de New York. Verrazano baptise la baie « Refugio » (le refuge). Par contre, la baie ayant plusieurs entrées, le débat historiographique se poursuit sur le périple exact de La Dauphine et quelle tribu Verrazano a pu rencontrer en premier.
En 1614, la baie est explorée et cartographiée par le Néerlandais Adriaen Block ; une île a été baptisée à son nom, île Block.
La première installation européenne remonte aux années 1630 lorsque Roger Williams, un membre insatisfait de la colonie de Plymouth, s'installa dans la baie en 1635. Il instaura des contacts avec les Narragansetts et établit un comptoir commercial sur le côté ouest de la baie. Environ une vingtaine de kilomètres au sud-ouest, les Néerlandais venaient d'installer leur comptoir sous l'autorité de la colonie de La Nouvelle-Amsterdam dans la baie de New York.
En 1643, Williams se rendit en Angleterre et reçut une charte pour la nouvelle colonie de Rhode Island. Il a également écrit un dictionnaire de la langue narragansett, Keys to the Indian Language (« Clés de la langue indienne »), qui a été publié en Angleterre en 1643.

## Anecdote
Les scènes de début et de fin du film Rencontre avec Joe Black de Martin Brest, ont été tournées dans un domaine qui se trouve à Warwick Neck sur la baie de Narragansett.

## Galerie

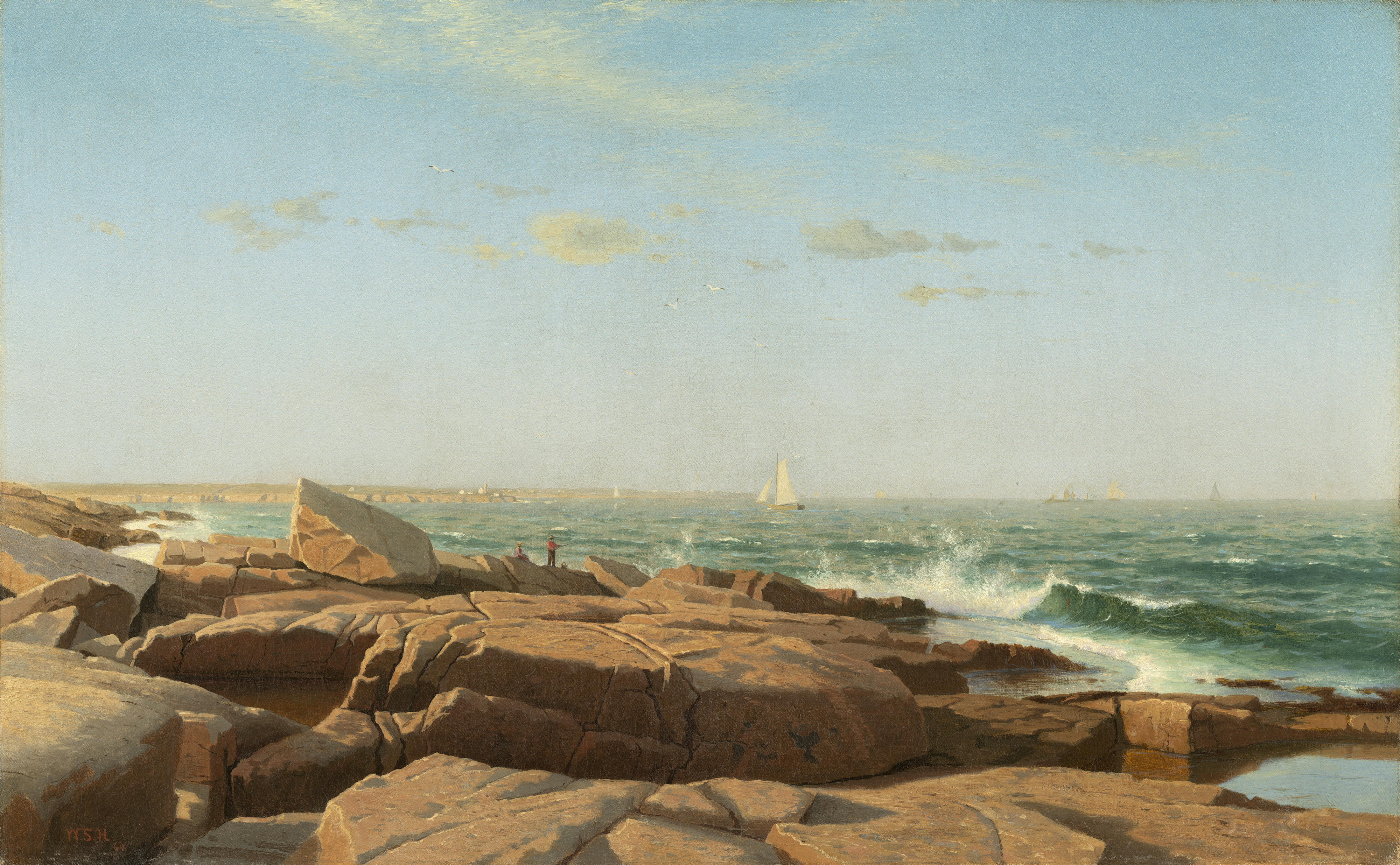
William Stanley Haseltine : Baie de Narragansett (1864)
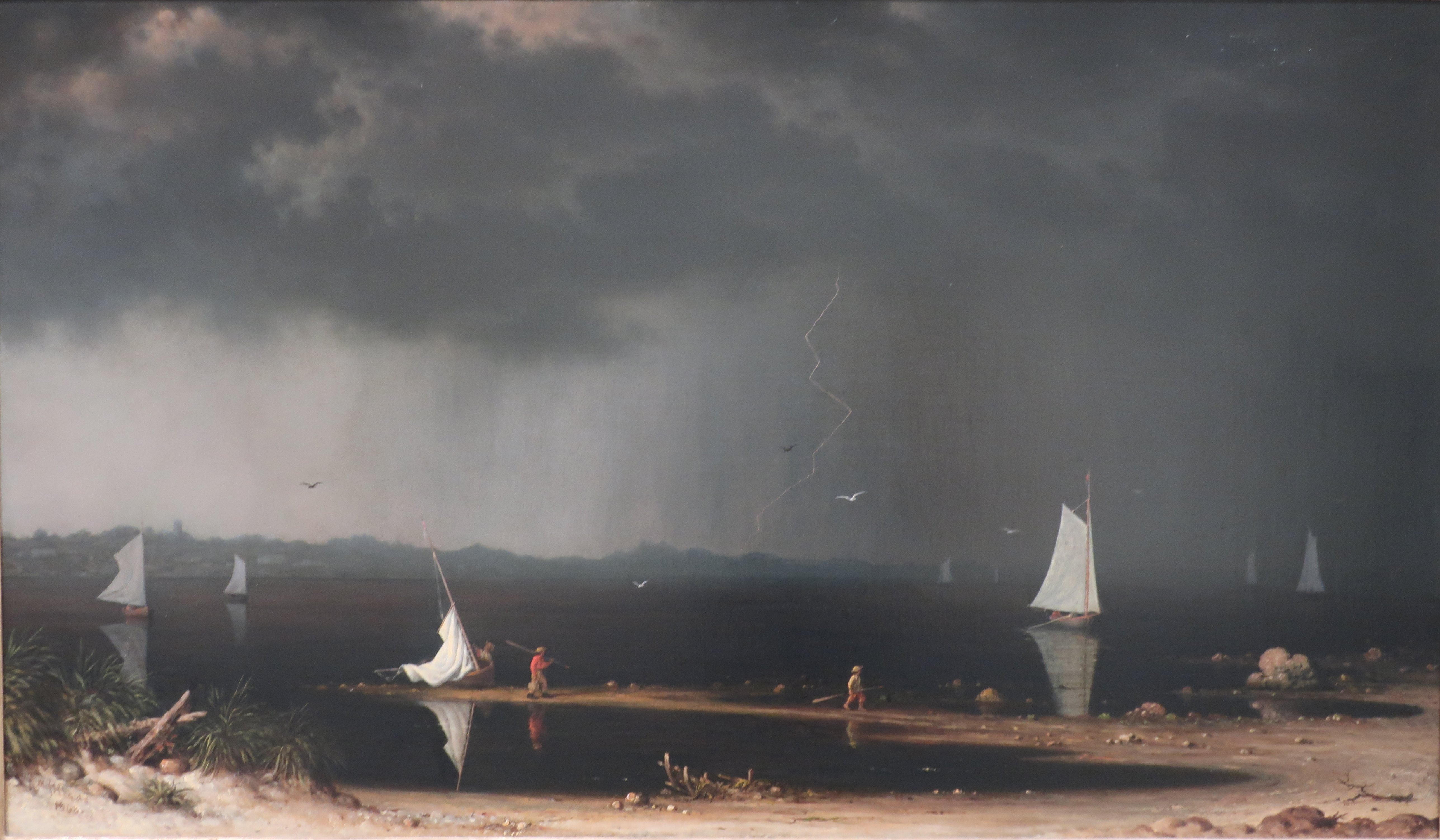
Martin Johnson Heade : Orage sur la baie de Narragansett (1868)
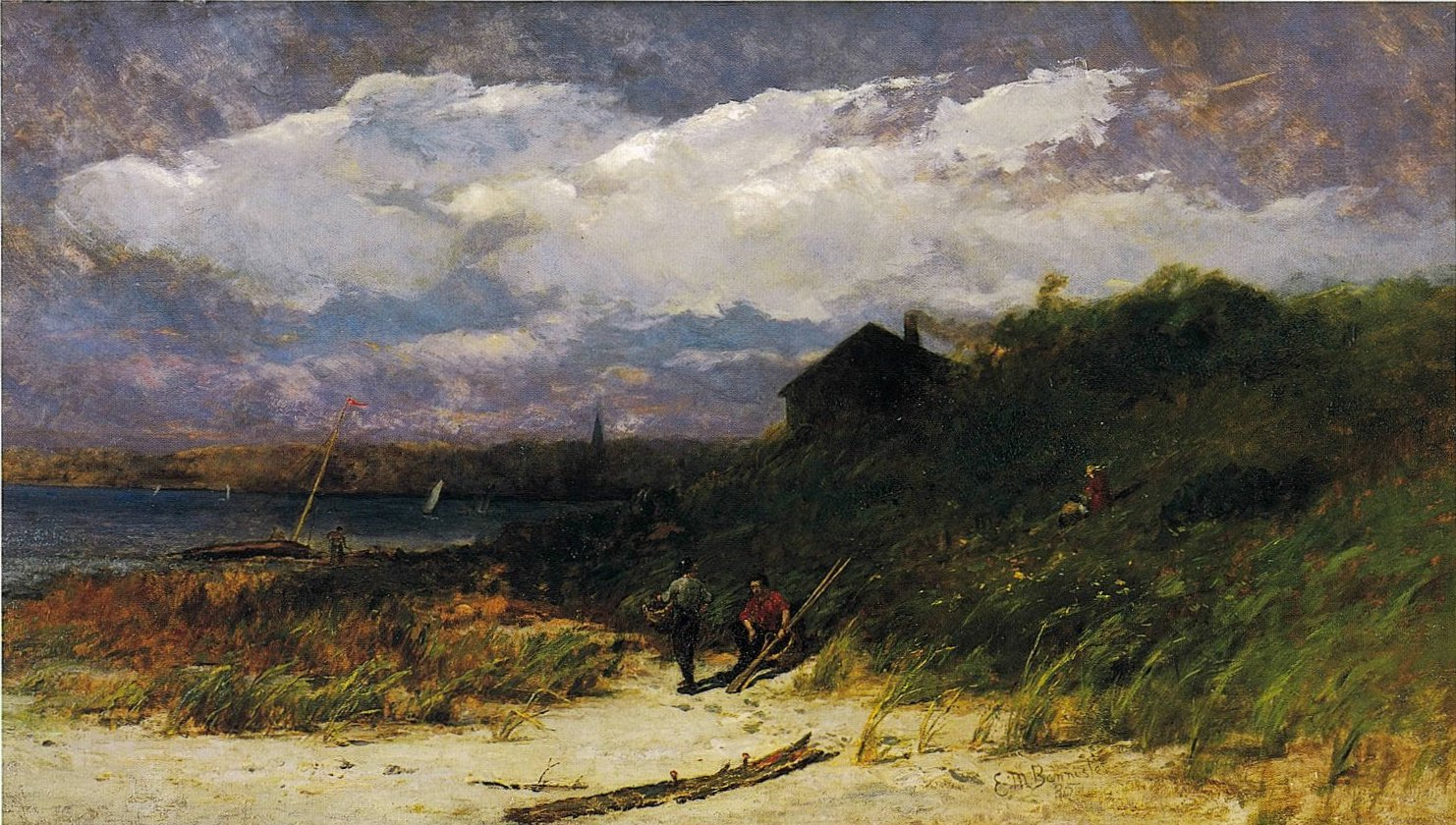
Edward Mitchell Bannister : Sabin Point, Narragansett Bay (1885)
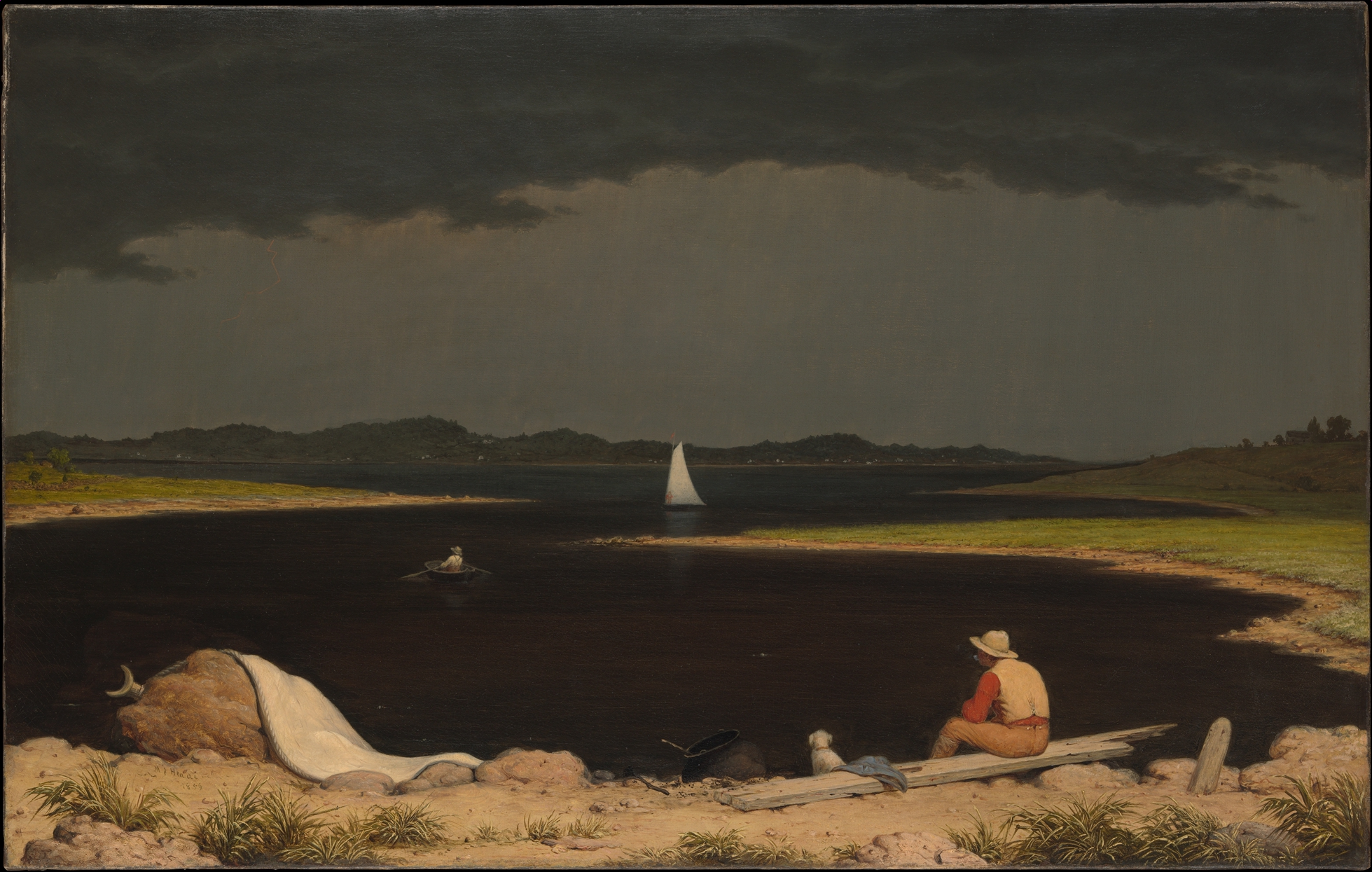
Martin Johnson Heade, Approaching Thunder Storm (1859)